# Tatra B4
Tatra B4 je model tramvajového vlečného vozu vyráběného v Československu společností ČKD Praha, závod Tatra Smíchov od 60. do 80. let 20. století.

## Konstrukce

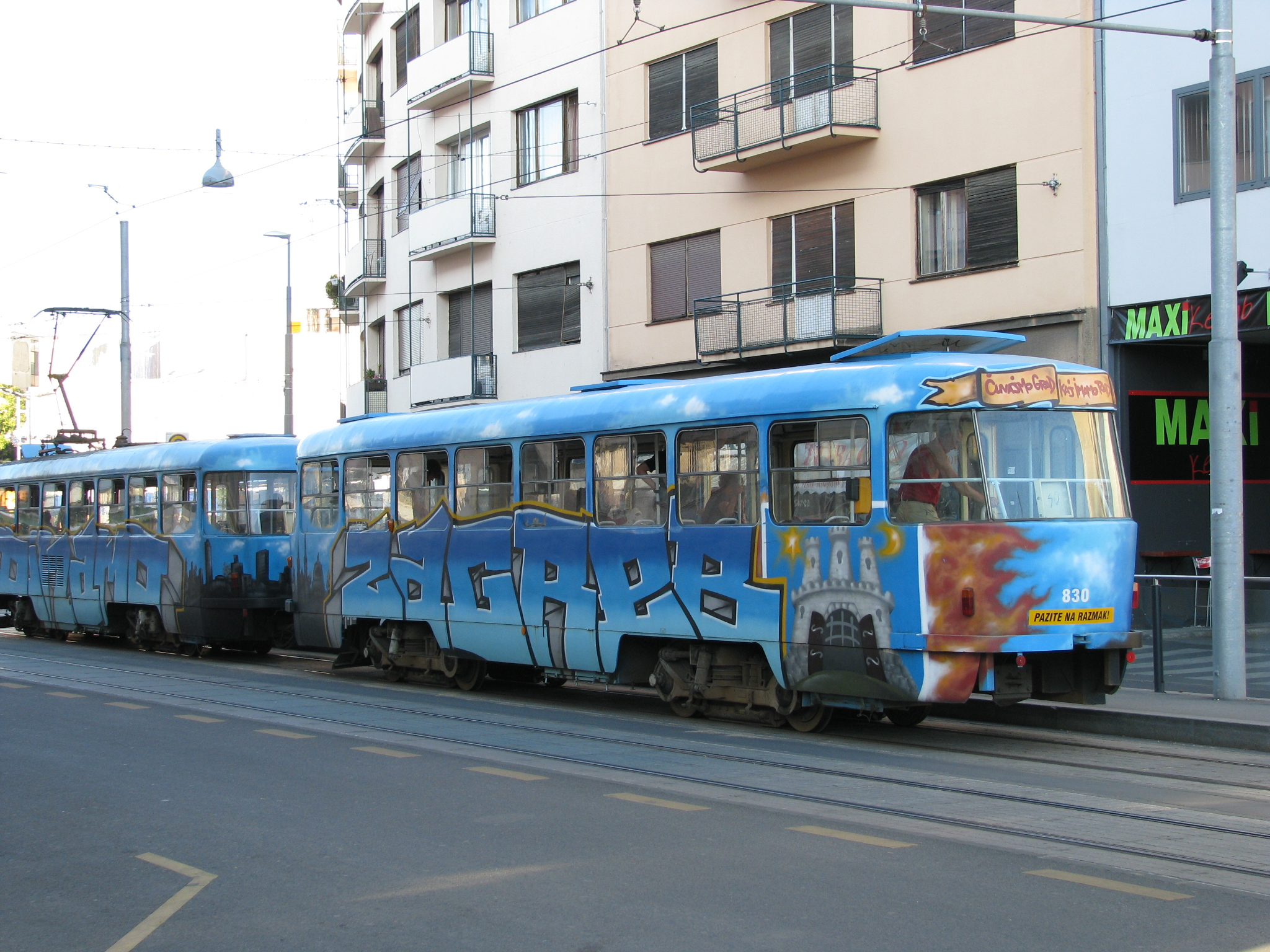
Záhřebská souprava T4YU+B4YU

Jedná se o jednosměrný čtyřnápravový běžný (vlečný) tramvajový vůz. Konstrukčně vychází z tramvaje Tatra T4. Bylo odstraněno stanoviště řidiče, jeho místo zaujaly sedačky pro cestující. Je možné ho spřahovat s vozy T4 do tzv. malých vlaků (MV+VV) nebo do tzv. velkých vlaků (MV+MV+VV).

## Prototypy
První vůz B4 vznikl v roce 1967 z košické tramvaje Tatra T1 ev.č. 211, kterou firma Tatra Smíchov (pozdější ČKD) odkoupila zpět. Z tohoto vozu bylo odstraněno stanoviště řidiče a elektrická výzbroj. Poté byl pod ev.č. 3000 zkoušen na pražské kolejové síti. O rok později zkušebně jezdil i v Drážďanech. Ještě téhož roku se vůz vrátil zpět do Prahy, následně byl využit jako sklad a poté zřejmě sešrotován.
Prototyp vozu B4 byl vyroben v roce 1967. Spolu s prototypem tramvaje Tatra T4 byl na konci téhož roku dodán do Drážďan. Poté byl (už bez T4) testován v Bělehradě. Následně se vrátil zpět výrobce, které ho prodal do německého Halle. Zde byl v provozu do roku 1986, kdy byl přeřazen mezi historické vozy.

## Provoz
V letech 1967 až 1987 bylo vyrobeno celkem 874 vozů.
| Současný stát | Město     | Článek | Typ  | Roky dodávek | Počet vozů | Evidenční čísla při dodání | Poznámky |
| ------------- | --------- | ------ | ---- | ------------ | ---------- | -------------------------- | -------- |
| Chorvatsko    | Záhřeb    | článek | B4YU | 1976 – 1979  | 85 kusů    | 801 – 885                  |          |
| Německo       | Drážďany  | článek | B4D  | 1970 – 1984  | 250 kusů   | viz poznámka               |          |
| Německo       | Halle     | článek | B4D  | 1969 – 1986  | 124 kusů   | 101 – 224                  |          |
| Německo       | Lipsko    | článek | B4D  | 1968 – 1987  | 273 kusů   | 501 – 773                  |          |
| Německo       | Magdeburk | článek | B4D  | 1969 – 1986  | 142 kusů   | 2001 – 2142                |          |

Poznámka (Drážďany): vozy B4D obdržely čísla 2001 – 2007, 272 101 – 272 146, 272 161 – 272 165, 272 201 – 272 237, 272 301 – 272 325, 272 401 – 272 433, 272 461 – 272 470, 272 501 – 272 529, 272 601 – 272 636, 272 801 – 272 820. Číslo 272 223 bylo obsazeno dvakrát.

Jde o přehled dodaných nových vozů (přímo z výroby). Tramvaje si různé dopravní podniky prodávaly, takže počet měst, kde je (nebo byl) v provozu typ B4, je vyšší.